# ラヴェール・コービン＝オング
ラヴェール・ローレンス・コービン＝オング（La'Vere Lawrence Corbin-Ong, 1991年4月22日 - ）は、イングランド・ロンドン出身のサッカー選手。マレーシア・スーパーリーグ・ジョホール・ダルル・タクジムFC所属。マレーシア代表。ポジションはディフェンダー。

## 私生活
父がバルバドス人で、母がマレーシアの華人である。幼少期にカナダに移住した。